# Икараси, Дзёкити
Дзёкити Икараси (яп. 五十嵐 丈吉 икараси дзё:кити, 26 января 1902 — 23 июля 2013) — считался самым пожилым мужчиной, чей возраст верифицирован, после смерти Дзироэмона Кимуры с 12 июня 2013 года вплоть до собственной смерти, спустя 41 день, — в возрасте 111 лет и 178 дней от пневмонии. Однако позже было выяснено, что Салустиано Санчес, умерший на 52 дня позже Икараси, родился раньше последнего. По сообщению Министерства здравоохранения, Икараси был старейшим мужчиной Японии после смерти Дзироэмона Кимуры
Вплоть до выхода на пенсию был фермером. Он часто говорил, что хочет дожить до ста лет, а после 110-го дня рождения шутил, что «забыл умереть». У Икараси было 4 детей, 11 внуков, 22 правнука и один пра-правнук. Всю жизнь Икараси был здоров, единственным серьёзным недомоганием было падение с дерева в возрасте 91 года, из-за чего он сломал левую ступню. Икараси любил петь, ел три раза в день и избегал алкоголя и курения, чем и объяснял своё долголетие. В 2013 году он проводил бо́льшую часть дня в постели. В момент смерти Икараси жил в доме престарелых в Сандзё. Следующим старейшим мужчиной страны стал Сакари Момои.